# Ліценціат
Ліценціа́т (лат. licentiatus — допущений, лат. licentia doctorandi) — перший учений ступінь у деяких країнах Європи й Латинської Америки, якого набуває студент після закінчення ліценціатури, тобто, на 3–4-му році навчання в закладі вищої освіти. Такий ступінь надає право обіймати посаду викладача середнього навчального закладу.
У середньовічних університетах ліценціатами називали викладачів, які здобули право читати лекції, але ще не захистили докторську дисертацію.
Попри перехід на Болонську систему навчання ліцентиатури залишились у деяких країнах, зокрема в Польщі, Швеції тощо. Здобуття ступеня ліценціата пропонують і деякі сучасні українські вищі навчальні заклади (наприклад, Український католицький університет). 
Водночас у Франції словом licence нині позначають випускника бакалаврату, натомість слово baccalauréat позначає абітурієнта — людину, яка закінчила школу й допущена до вступних іспитів на бакалаврат.